# Caja de computadora

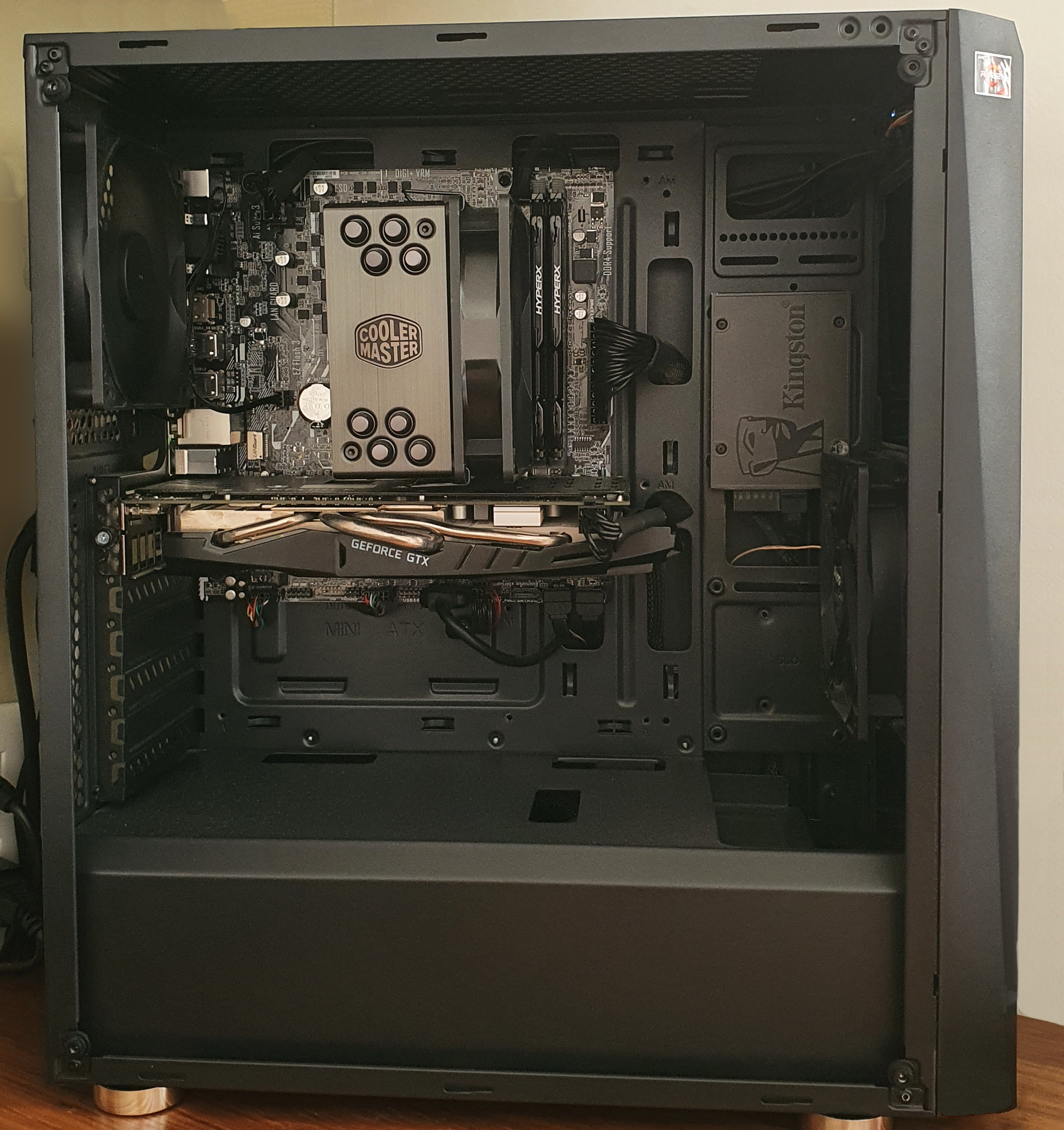
Una caja ATX. La placa base (MicroATX) está en posición horizontal en la parte superior, y los conectores periféricos van en el panel ubicado en la parte trasera de la caja y los puertos USB en la parte superior. Los ventiladores también están en la parte trasera y delantera. La fuente de alimentación está en la parte inferior trasera.

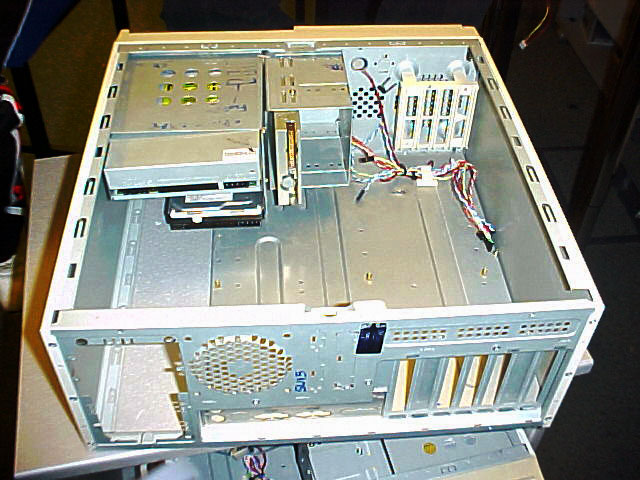
Carcasa ATX abierta.

En informática, la caja, carcasa, chasis, tarro, gabinete o torre de computadora u ordenador es la estructura metálica o plástica, cuya función consiste en albergar y proteger la mayoría de los componentes de una computadora personal (generalmente excluyendo la pantalla, el teclado y el mouse ):
- Placa base
- Tarjetas de expansión
- Microprocesador y sus sistemas de refrigeración
- Memoria RAM en DIMMs, SO-DIMMs, zócalos o soldada directamente
- Fuente de alimentación (hay excepciones),
- Unidades de disco
  - Disqueteras, unidad ZIP, LS-120
  - Unidad de disco duro fija o removible
  - Unidades de Disco óptico en cualquiera de sus variantes
  - Unidad de estado sólido
  - Unidades combinadas (por ejemplo, lectoras de tarjeta con unidad DVD en formato de portátil)

Las cajas generalmente se construyen de acero (a menudo SECC: acero, electrogalvanizado, laminado en frío, bobina), aluminio y plástico. Otros materiales como el vidrio, la madera, el Polimetilmetacrilato e incluso los ladrillos de Lego (existen sets oficiales) han aparecido en cajas construidas en casa.

## Historia
En 1972, Intel fabricó el primer microprocesador, el 4004, abriendo el camino a las computadoras en los hogares, vía en la que se comprometerían Apple (1976) y más tarde Commodore y Tandy (1977).

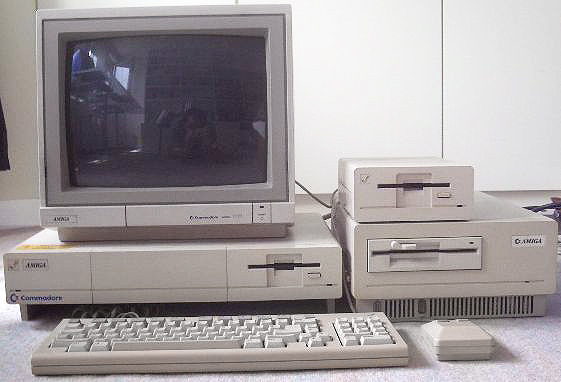
Amiga 1000.

Commodore dotó a sus computadoras de un único bloque en el que se encontraba el teclado y el lector de cintas magnéticas, así como el TRS-80 de Tandy añadió un televisor con un cable separado. Apple fue comercializado en pequeñas cantidades y sin caja.
Después de esta primera tentativa la mayoría de las computadoras siguieron la línea de incluir el teclado en la caja. Commodore y Thomson abrieron las puertas en 1982 con el Commodore VIC-20 y el famoso Thomson TO7, aunque ya en 1980 lo había hecho Sinclair con el Sinclair ZX80. Surgieron otras celebridades como Oric, MSX, Amstrad y más tarde Amiga. Solo el Macintosh 128K continuó en la misma línea de incluir el monitor en la caja.
En la tercera generación de la evolución, con la intervención de la Amiga 1000 en 1985, se inauguraron las cajas de escritorio. Este nuevo tipo de diseño duraría mucho tiempo ya que se encontraría en la mayoría de los equipos hasta 1992 o 1993. Se presenta como una carcasa separada del teclado por un cable así como del monitor. Concebida para reposar sobre el escritorio y colocar el monitor sobre ella y acoger los dispositivos extraíbles (disquetes de 5¼" y de 3½").
La siguiente evolución, que todavía perdura hasta el presente, se hizo a mediados de los años 1990; se trató de colocar la carcasa en modo vertical: la torre. Esto permitió aumentar considerablemente el volumen, y colocar los dispositivos de almacenamiento de datos perpendiculares a la carcasa aprovechando de mejor manera el espacio para su colocación.
Alrededor de los años 1990, la forma estándar de caja era rectangular y normalmente de color beige; a partir de los años 2000 el color predominante pasó a ser el negro, seguido de la adopción de los monitores LCD. En 2003, Apple apostó por carcasas con diseños y colores más estéticos incluso llegando a reducir su tamaño. Desde entonces las compañías fabrican carcasas que tienen una vista más agradable.
Un nuevo cambio en la evolución de las carcasas fue la ventilación y el nivel de ruido. En la caja se fue añadiendo espacio para agregar ventiladores, cada vez más grandes.

## Tipos de caja
El tamaño de las carcasas viene dado en gran parte por el factor de forma de la placa base. Sin embargo, el factor de forma solamente especifica una porción del tamaño interno de la caja.
- Barebone: torres de pequeño tamaño cuya función principal es la de ocupar menor espacio y crea un diseño más agradable. Los barebones tienen el problema de que la expansión se dificulta, debido a que admite pocos dispositivos adicionales o ninguno. Otro punto en contra es el calentamiento, debido a su reducido tamaño, aunque la necesidad de refrigeración también depende mucho del tipo de componentes y de sus exigencias energéticas. Este tipo de cajas tienen muchos puertos USB para compensar la falta de dispositivos, como una disquetera, para poder conectar dispositivos externos como un disco USB o una memoria. También son conocidos como Cubo los que tienen un formato más cúbico.
- Minitorre: dispone de una o dos bahías de 5¼" y dos o tres bahías de 3½". Dependiendo de la placa base se pueden colocar varias tarjetas de expansión. No suelen tener problema con los puertos USB, y se venden bastantes modelos de este tipo de torre porque es pequeña y a su vez puede expandirse. Su calentamiento es normal y no tiene el problema de los barebones.
- Sobremesa: se diferencian por un poco de mayor tamaño que las minitorres, su uso esta en aumento. Lo más común/recomendable es que esté encima del escritorio ya que de esta forma no recoge tanta suciedad, el monitor se suele situar a su lado.
- Mediatorre o semitorre: aumenta su tamaño para poder colocar más dispositivos. Normalmente son de cuatro bahías de 5¼" y cuatro de 3½" y un gran número de huecos para poder colocar tarjetas y demás accesorios, aunque esto depende siempre de la placa base.
- Torre: es el formato más grande. Puede albergar una gran cantidad de dispositivos y es usado cuando el tamaño de las tarjetas y su cantidad así lo exige. Es el caso, por ejemplo, de las conocidas torres duplicadoras, que albergan una gran cantidad de unidades de grabación de CD/DVD/BD al mismo tiempo.
- Servidor: suelen ser torres más anchas y de una estética inexistente debido a que están destinadas a lugares de poco tránsito de usuarios, como es un centro de procesamiento de datos. Su diseño está basado en la eficiencia, donde los periféricos no es la mayor prioridad sino el rendimiento y la ventilación. Suelen tener más de una fuente de alimentación de extracción en caliente para que siga funcionando el servidor en el caso de que se estropee una de las dos; normalmente están conectados a un sistema de alimentación ininterrumpida (SAI o UPS) que protege a los equipos de los picos de tensión y consigue que en caso de caída de la red eléctrica el servidor siga funcionando por un tiempo limitado.
- Rack: usados para servidores. Normalmente son dedicados y tienen una potencia superior que los equipos de propósito general. Los servidores para rack se atornillan a un mueble que tiene una medida especial: la "U" o Unidad rack . Una "U" es el ancho de una ranura del mueble. Este tipo de servidores suele colocarse en salas climatizadas debido a las altas temperatura que puede alcanzar.
- Portátil: son equipos ya definidos. Poco se puede hacer para expandirlos y suelen calentarse mucho si son muy exigidos. El tamaño suele depender del monitor que trae incorporado y son cada vez más finos, como en el caso de las ultrabooks. Su utilidad se basa en que todo el equipo está integrado en el gabinete: CPU, disco, teclado, monitor y panel táctil, que lo hace portátil.
- Integrado a la pantalla: el nombre más comercial de éstos es todo-en-uno (All in One). Se trata de una extensión de espacio en la estructura de un monitor CRT o de una pantalla LCD, en la cual se alojan los diversos dispositivos funcionales del equipo de cómputo: placa base, disco duro, unidad de disco óptica, fuente de alimentación, ventiladores internos, etc. Es un diseño que ahorra mucho espacio, que hace uso de tecnología similar a la de computadoras portátiles, por lo que el precio es más elevado y su expansión se limita considerablemente.

## Distribución
Normalmente, una carcasa contiene cajas para las fuentes de alimentación y bahías de unidades. En el panel trasero se puede localizar conectores para los periféricos procedentes de la placa base y de las tarjetas de expansión. En el panel frontal se ubican, en muchos casos, botones de encendido y reinicio, y los ledes que indican el estado de encendido de la máquina, el uso del disco duro y la actividad de la red de computadoras.
En algunas carcasas antiguas, existían botones de turbo que limitaban la velocidad de la CPU y que con el tiempo fueron desapareciendo de los diseños nuevos. En los más nuevos gabinetes hay paneles en los que se pueden conectar dispositivos más modernos como USB, Firewire, auriculares, micrófonos y lectores de tarjetas de memorias flash. También pueden disponer de pequeñas pantallas LCD que indican la velocidad del microprocesador, su temperatura, la hora del sistema, etc. Todos estos dispositivos han de conectarse a la placa base para obtener la información.

## Componentes mayores
Las placas bases suelen estar atornilladas al fondo o a un lado de la parte interna del gabinete, dependiendo del factor de forma y la orientación.
Algunos formatos, como el ATX, vienen con ranuras que hay que destapar para colocar los dispositivos de entrada/salida que vienen integrados en la placa base para los periféricos, así como ranuras para las tarjetas de expansión. Las fuentes de alimentación suelen estar colocadas en la parte superior trasera, sujetada con tornillos; aunque las torres y semitorres de gamas media y alta las ubican en la parte de abajo para mejorar el flujo del aire en la caja.
En el panel frontal los formatos como ATX disponen de bahías de 5¼ pulgadas (utilizado por ejemplo por unidades de discos ópticos) y de 3½ pulgadas (utilizado por ejemplo por disqueteras, discos duros o lectores de tarjetas).
Los dispositivos de entrada/salida opcionales suelen estar en la parte frontal inferior, mismo lugar donde se ubican los ledes.

## Acceso interior
Las cajas de PC más modernas tienen un único panel (tapa) desmontable que está fijado con tornillos a la carcasa y que al ser retirado permite acceder a la placa base, las tarjetas de expansión y los dispositivos de almacenamiento de datos fácilmente. En las carcasas más antiguas (y algunas de las actuales), para poder instalar o quitar unidades de disco se tenían que desmontar las dos tapas laterales retirando múltiples tornillos, lo que hacía un algo más laborioso acceder al interior. Hoy en día existen carcasas en las que se puede operar sin herramientas (tool-free), las que sustituyen los tornillos por carriles de plástico y corchetes que facilitan la manipulación de la caja, interior y exteriormente.

## Tornillos

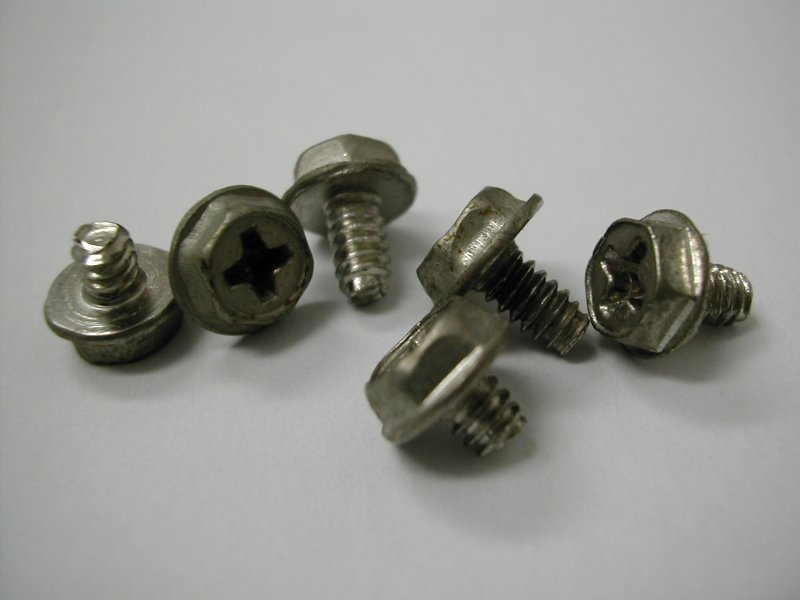
Tornillos #6-32 comúnmente utilizados en la cajas de PC para fijar las tapas de la caja y las unidades de disco duro al chasis.

Existen multitud de fabricantes de cajas de PC, sin embargo, generalmente se vienen utilizando solamente 3 tipos de rosca en las cajas de PC. Este estándar de facto permite que los tornillos de una caja puedan ser reutilizados en otra caja de PC. Estos tipos de rosca son #6-32 y #4-40 (pertenecientes al estándar norteamericano UTC) y M3 (rosca métrica internacional).
Los tornillos con rosca #6-32 se suelen utilizar, por ejemplo, para fijar las tapas de la caja del PC, fijar la fuente de alimentación al chasis o mantener las tarjetas de expansión en sus ranuras. Los tornillos de rosca #4-44 se utilizan habitualmente en el conector de algunos cables para mantenerlos conectados a alguno de los puertos externo del PC. Y los tornillos con rosca M3 se utilizan, por ejemplo, para fijar unidades de disco óptico al chasis, o atornillar la placa base a los separadores.

## Modding
El modding es la afición por la búsqueda de un estilo más artístico de las carcasas, frecuentemente con accesorios innovadores para llamar la atención. Desde principios de 2000, se han añadido paneles transparentes o ventanas para poder ver el interior de las carcasas. Los aficionados al modding incluyen ledes internos y colores llamativos. Algunos fabricantes lanzan ediciones de gama alta para las placas base destinadas a ser exhibidas, en las cuales los disipadores y algunos accesorios tienen elementos decorativos; también es común que los aficionados al modding hagan overclocking en sus máquinas, por lo cual también es común ver en ellos, sistemas de refrigeración por agua.
Las pegatinas son comunes en las carcasas mostrando el procesador interno o el sistema operativo para el que fueron diseñadas; los fabricantes de placas base, tarjetas de vídeo y otros componentes de gama alta también incluyen pegatinas con sus logotipos para ser incluidos en el frente de la computadora.